# The World's End
The World's End (titulada Bienvenidos al fin del mundo en España y Una noche en el fin del mundo en Hispanoamérica) es una película inglesa de 2013 dirigida por Edgar Wright. El guion fue escrito por Wright y Simon Pegg, teniendo como protagonistas a Pegg y a Nick Frost. Los tres habían trabajado juntos en la serie Spaced, así como en las películas Shaun of the Dead y Hot Fuzz, siendo The World's End la última parte de la trilogía cinematográfica. El resto del reparto está compuesto por Rosamund Pike, Paddy Considine, Martin Freeman y Eddie Marsan, entre otros.
La trama gira en torno a cinco amigos de la infancia que vuelven a reunirse luego de 20 años para repetir una maratón de consumo de alcohol en su pueblo natal. Sin embargo, mientras rememoran el pasado, el grupo se da cuenta de que "la verdadera lucha es por el futuro, no solo de ellos, sino el de toda la humanidad".

## Trama
La película es protagonizada por Gary King (Simon Pegg), un hombre desempleado y hedonista que decide reunir a sus amigos de la infancia para regresar a su pueblo natal, Newton Haven, e intentar hacer un recorrido que dejaron inconcluso veinte años atrás. La hazaña es conocida como "la milla dorada", y consiste en beber cerveza en doce pubs diferentes en una sola noche: The First Post, The Old Familiar, The Famous Cock, The Cross Hands, The Good Companions, The Trusty Servant, The Two Headed Dog, The Mermaid, The Beehive, The King's Head, The Hole in the Wall y The World's End. Aunque se muestran dubitativos al comienzo, Gary logra convencer a tres de sus amigos, Peter Page (Eddie Marsan), Oliver Chamberlain (Martin Freeman) y Steven Prince (Paddy Considine), de hacer el recorrido. El último en ser convencido es Andy Knightley (Nick Frost), quien acepta acompañar a Gary después de que éste le confiese que su madre falleció hace algunos días.
Aunque sus amigos tienen vidas y responsabilidades de adultos, Gary ha cambiado poco desde 1990, por lo que conserva su personalidad impulsiva y poco fiable. Mientras están en el segundo pub, el grupo se encuentra con la hermana de Oliver, Sam (Rosamund Pike), quien veinte años atrás había tenido una aventura con Gary. Steven ha querido secretamente a Sam durante años, razón por la cual ve a Gary como un rival. Tras despedirse de ella, el grupo continúa con su recorrido, hasta que en el cuarto pub Gary tiene un enfrentamiento con un adolescente en el baño. Durante la pelea Gary golpea accidentalmente la cabeza del joven, descubriendo que es en realidad un robot. Tras esto, los amigos de Gary entran al baño para encararlo por haber recibido una llamada de su madre que supuestamente estaba muerta, pero son interrumpidos por otros adolescentes robots que comienzan a pelear contra ellos. Tras un largo enfrentamiento, los amigos logran vencer a los robots y regresan a su mesa intentando no llamar la atención.
Sin saber con certeza la verdadera escala de lo que está ocurriendo, Gary convence a sus amigos de continuar el recorrido por los pubs para no levantar sospechas de otros robots. En el sexto pub Gary encuentra a su antiguo traficante de drogas, Reverend Green (Michael Smiley), quien le explica que el pueblo fue invadido por robots alienígenas y él es uno de los pocos humanos que queda. Tras esto, Green recibe una llamada de su "líder", quien le informa que ha dicho demasiado y solicita su presencia. En el siguiente pub el grupo vuelve a encontrarse con Sam, quien se une a ellos después de que le expliquen lo que está sucediendo en el pueblo. Tras enfrentarse a dos robots, Steven le confiesa a Sam lo que ha sentido por ella durante años, y le explica que nunca lo había dicho ya que no encontraba el momento adecuado para hacerlo. En el octavo pub, mientras Gary, Andy y Peter son seducidos por tres robots, Steven se encuentra con Basil (David Bradley), un excéntrico anciano con el que de vez en cuando hablaba cuando vivía en el pueblo. Basil le explica que los robots son réplicas de aquellas personas que no se unían voluntariamente a los aliens, los cuales son creados a través de muestras de ADN.
En el siguiente pub, los personajes encuentran a uno de sus antiguos profesores, Guy Shepherd (Pierce Brosnan), quien intenta convencerlos de unirse a los aliens. Sin embargo, ellos se rehúsan, y tras descubrir que Oliver fue reemplazado por un robot se enfrentan a los demás robots que están en el pub. Durante la pelea el grupo se separa y Gary le dice a Sam que huya del pueblo en su automóvil. Gary vuelve a reunirse con Andy, Peter y Steven, y tras asegurarse de que no son robots continúan su camino. Mientras atraviesan un bosque, los personajes son rodeados por un grupo de robots que captura a Peter. Pese a la amenaza, Gary decide continuar su recorrido y completar la milla dorada, por lo que se dirige hacia los pubs restantes. Andy lo persigue, dejando atrás a Steven.
En The World's End, Gary y Andy tienen una discusión por la obsesión que tiene el protagonista con terminar el recorrido. Durante la pelea, Andy descubre que Gary estuvo internado en una clínica de rehabilitación y que intentó suicidarse. Gary le explica que nunca ha sido tan feliz como aquella noche que vivió junto a sus amigos hace veinte años. Andy le ruega que no siga con su obsesión, pero Gary no le hace caso e intenta llenar un vaso con cerveza. Sin embargo, el grifo activa una entrada secreta y los transporta a un cuarto subterráneo. Allí son confrontados una entidad denominada "The Network" (Bill Nighy), que les explica que el pueblo de Newton Haven es solo uno de los miles de puntos de acceso que los alienígenas tienen a lo largo del mundo. El objetivo es lograr que los humanos sean civilizados y alcancen un nivel de desarrollo que los haga capaces de interactuar con el resto de la comunidad galáctica. La entidad le ofrece a Gary unirse a ellos para convertirse en robots y tener juventud eterna, pero ellos no aceptan. Gary argumenta que los seres humanos deben ser libres, y no ser controlados como quiere la entidad. Cuando Gary y sus amigos le hacen ver que solo tres de los habitantes del pueblo decidieron unirse voluntariamente al proceso, "The Network" decide abandonar la invasión y desactiva a sus robots. Tras esto la tierra comienza a temblar y los tres amigos huyen del lugar. Al subir a la superficie encuentran a Sam, quien los lleva en su automóvil lejos del pueblo, mientras una explosión destruye todo a su paso.
Tiempo después, se muestra que Andy está relatando la historia a un grupo de personas en medio de un Londres posapocalíptico. Andy explica que luego de la explosión se produjo un apagón electrónico y los humanos se vieron forzados a vivir como en los años oscuros. Algunas semanas tras el apagón los robots volvieron a funcionar, aunque fueron discriminados por el resto de las personas. En este nuevo mundo, el matrimonio de Andy volvió a la normalidad, Steven y Sam iniciaron una relación sentimental, y Peter y Oliver (quienes ahora son robots) volvieron a sus antiguas vidas. Gary, por su parte, lidera a las versiones robóticas y jóvenes de sus amigos, con quienes recorre las ruinas de Newton Haven. Al entrar a un pub y ver que el barman y los clientes se comportan de forma hostil con sus acompañantes, Gary desenvaina una espada y lidera a sus amigos robots hacia una pelea.

## Reparto
- Simon Pegg como Gary King.
  - Thomas Law como Gary King (joven).
- Nick Frost como Andy Knightley.
  - Zachary Bailess como Andy Knightley (joven).
- Paddy Considine como Steven Prince.
  - Jasper Levine como Steven Prince (joven).
- Martin Freeman como Oliver Chamberlain.
  - Luke Bromley como Oliver Chamberlain (joven).
- Eddie Marsan como Peter Page.
  - James Tarpey como Peter Page (joven).
- Rosamund Pike como Sam Chamberlain.
  - Flora Slorach como Sam Chamberlain (joven).
- David Bradley como Basil.
- Pierce Brosnan como Guy Shepherd.
- Bill Nighy como "The Network" (voz).
- Michael Smiley como Reverend Green.
- Darren Boyd como Shane Hawkins.
  - Richard Hadfield como Shane Hawkins (joven).
- Sophie Evans como Becky Salt.

## Producción
La película forma parte de una trilogía cinematográfica junto a Shaun of the Dead y Hot Fuzz. Las tres películas fueron dirigidas por Edgar Wright, escritas por Wright y Simon Pegg, y protagonizadas por Pegg y Nick Frost. La trilogía recibe el nombre de "trilogía del cornetto de tres sabores" o "trilogía de la sangre y el helado". Wright, Pegg y Frost habían trabajado juntos con anterioridad en la serie de televisión británica Spaced. Según Wright, las tres películas se diferencian por sus historias y sus personajes, pero comparten algunas temáticas con las que él y Pegg están un poco obsesionados. Al referirse al tema que trata The World's End, el director señaló en una entrevista:

"Shaun fue acerca del lugar donde vivimos - nuestro barrio en el norte de Londres. Y Hot Fuzz trataba más acerca de volver a casa. Una casa que para mi y Simon era un pueblo pequeño. Pero esta se trata de mirar hacia atrás. Es más nostálgica. Pienso mucho en mi adolescencia y mis años de adolescente y las cosas que haría diferente. Tengo grandes fantasías acerca de ir atrás en el tiempo y hacer las cosas mejor. Volver a cuando tenía 15 o 16 años. Así que hay un elemento acerca de aquello - acerca de si es saludable rememorar hacia el pasado. Ese es en parte el tema de la película".

El rodaje de la película comenzó en septiembre de 2012 y finalizó el 21 de diciembre del mismo año.

## Recepción

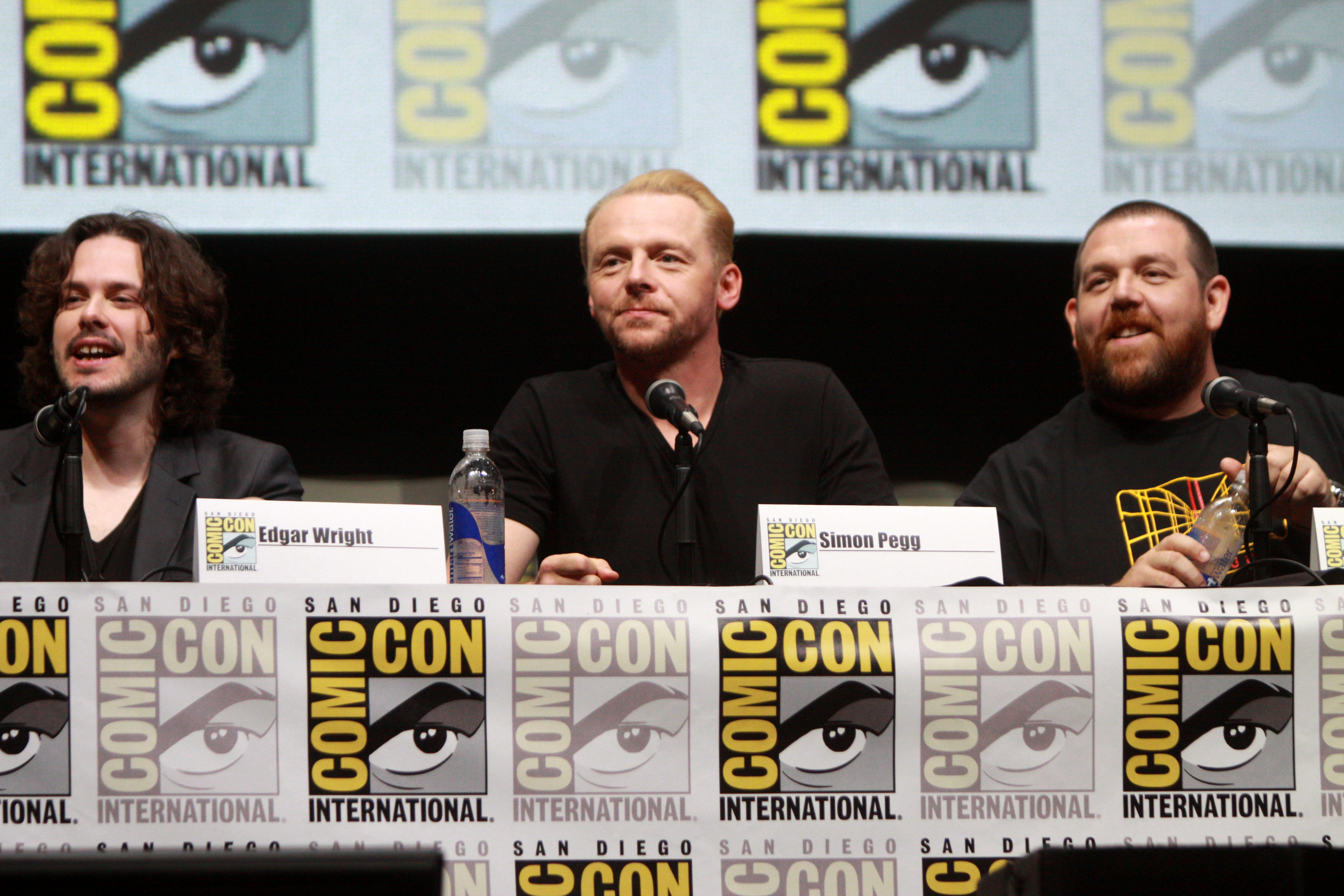
Edgar Wright, Simon Pegg y Nick Frost en la Comic-Con 2013.

The World's End obtuvo una respuesta positiva por parte de la crítica cinematográfica. La película posee un 89% de comentarios positivos en el sitio web Rotten Tomatoes, basado en un total de 167 reseñas, y una puntuación de 81/100 en Metacritic. Según Jordan Mintzer de The Hollywood Reporter, "Wright dedica el tiempo suficiente dibujando a sus traviesos hombres de mediana edad para que el viaje -a través de 12 pubs, docenas de pintas y varios cuerpos quebrados- valga la pena y resulte incluso significativo para algunos de ellos".
Tanto Henry Barnes de The Guardian lo calificó con cuatro estrellas sobre cinco.
Leslie Felperin de la revista Variety escribió: "Aunque es un poco menos boba que sus predecesoras, esta historia sobre una misión con temática de ciencia ficción acerca de un mortal tour a través de unos pubs tiene más carga emotiva, en parte gracias al sorprendente trabajo de Paddy Considine y Eddie Marsan".

### Premios y reconocimientos
La película recibió 22 nominaciones y 5 premios, incluyendo el premio Empire a mejor película británica en 2014.
| Año  | Premio                                | Categoría                 | Receptor(es)              | Resultado |
| ---- | ------------------------------------- | ------------------------- | ------------------------- | --------- |
| 2014 | Premios Empire                        | Mejor película británica  |                           | Ganadora  |
| 2014 | Premios Empire                        | Mejor comedia             |                           | Nominado  |
| 2014 | Premios Empire                        | Mejor director            | Edgar Wright              | Nominado  |
| 2014 | American Comedy Awards                | Mejor actor de comedia    | Simon Pegg                | Nominado  |
| 2014 | American Comedy Awards                | Mejor director de comedia | Edgar Wright              | Nominado  |
| 2014 | American Comedy Awards                | Mejor guion de comedia    | Edgar Wright y Simon Pegg | Nominado  |
| 2014 | Premios de la Crítica Cinematográfica | Mejor comedia             |                           | Nominado  |
| 2014 | Premios de la Crítica Cinematográfica | Mejor actor de comedia    | Simon Pegg                | Nominado  |